# Danzigs voetbalkampioenschap 1928/29
In 1928/29 werd het zeventiende Danzigs voetbalkampioenschap gespeeld, dat georganiseerd werd door de Baltische voetbalbond. 
SV 1919 Neufahrwasser werd kampioen en plaatste zich voor de Baltische eindronde, waar de club laatste werd.
Na dit seizoen werd de competitie ontbonden en vervangen door het Grensmarks voetbalkampioenschap. De clubs uit Danzig bleven hier wel in hun eigen stadscompetitie spelen, maar er kwam een extra tussenronde vooraleer er aan de Baltische eindronde deelgenomen kon worden. 

## Eindstand
| Plaats | Club                     | Wed.           | W              | G              | V              | Saldo          | Ptn.           |
| ------ | ------------------------ | -------------- | -------------- | -------------- | -------------- | -------------- | -------------- |
| 1.     | SV 1919 Neufahrwasser    | 10             | 8              | 2              | 0              | 27:9           | 18             |
| 2.     | Danziger SC 1912         | 10             | 4              | 2              | 4              | 16:18          | 10             |
| 3.     | SV Schutzpolizei Danzig  | 10             | 4              | 1              | 5              | 14:23          | 9              |
| 4.     | RSV Hansa Danzig         | 10             | 3              | 2              | 5              | 17:26          | 8              |
| 5.     | BuEV Danzig              | 10             | 2              | 3              | 5              | 21:16          | 7              |
| 6.     | TuFC Preußen 1909 Danzig | 10             | 1              | 4              | 5              | 12:15          | 6              |
| 7.     | KS Gedania Danzig        | Teruggetrokken | Teruggetrokken | Teruggetrokken | Teruggetrokken | Teruggetrokken | Teruggetrokken |
| 8.     | FC Ostmark Danzig        | Teruggetrokken | Teruggetrokken | Teruggetrokken | Teruggetrokken | Teruggetrokken | Teruggetrokken |

|  | Kampioen, geplaatst voor eindronde |
|  | Degradatie                         |